# Bad Moon Rising
Bad Moon Rising este un cântec din 1969 al trupei Creedence Clearwater Revival , scris de John Fogerty . A fost principalul single de pe albumul Green River ajungând până pe locul 2 în topul single-urilor Billboard Hot 100 și pe locul 1 în UK Singles Chart , loc pe care a stat trei săptămâni în Septembrie 1969 .
Cântecul a mai fost înregistrat de cel puțin 20 de artiști în stiluri diferite de la folk acustic la raggae sau chiar la rock psihedelic . Sonic Youth și-au numit un întreg album după această piesă .